# Samsung Galaxy Core
Samsung Galaxy Core GT-I8262 là một điện thoại thông minh sản xuất bởi Samsung chạy hệ điều hành Android. Được công bố bởi Samsung vào đầu tháng 5 năm 2013, bản hai SIM được phát hành vào giữa tháng 5 năm 2013, và bản SIM vào tháng 7 năm 2013 (bản một SIM không được bán ra tại một số quốc gia).

## Tính năng

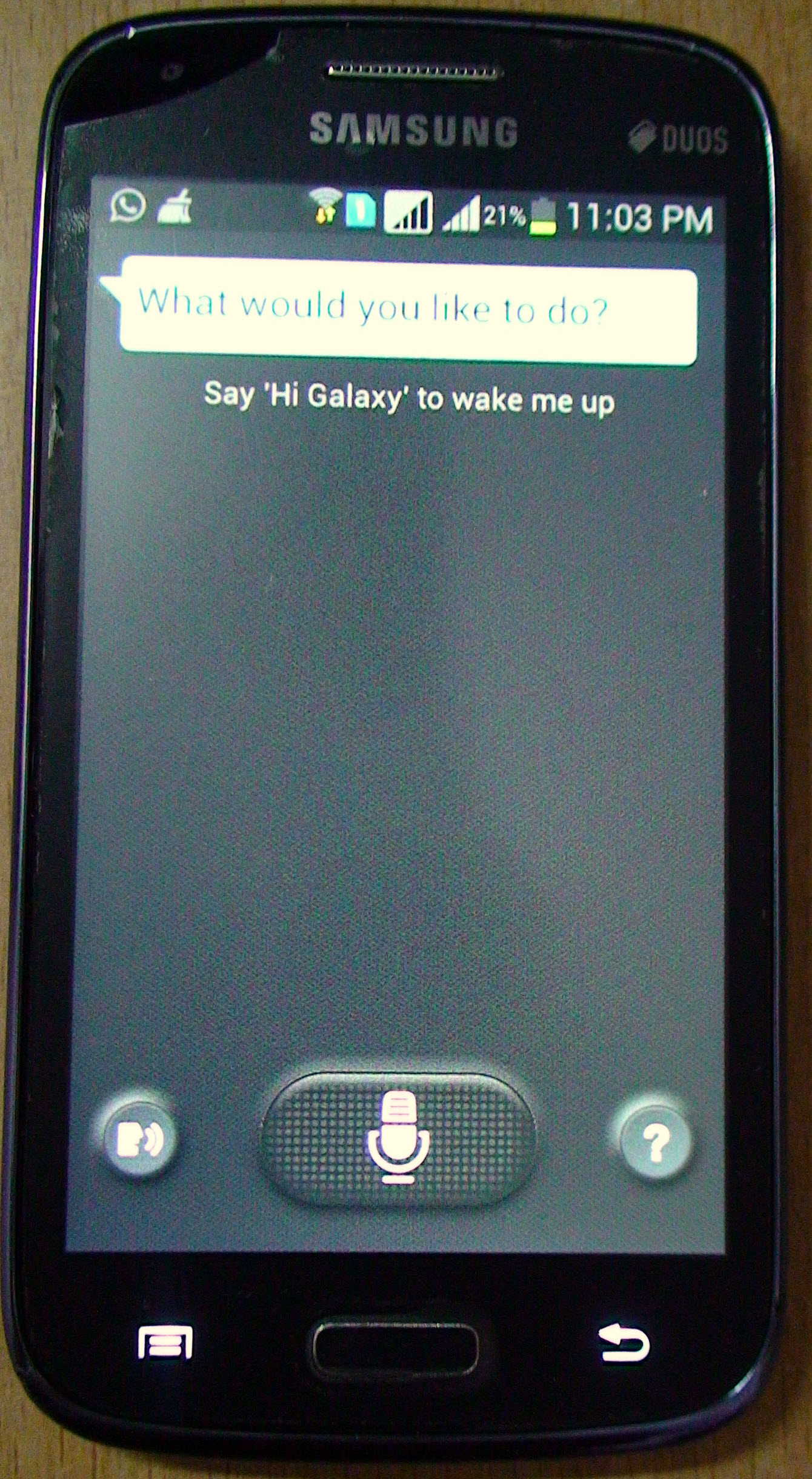
S Voice của Samsung Galaxy Core.

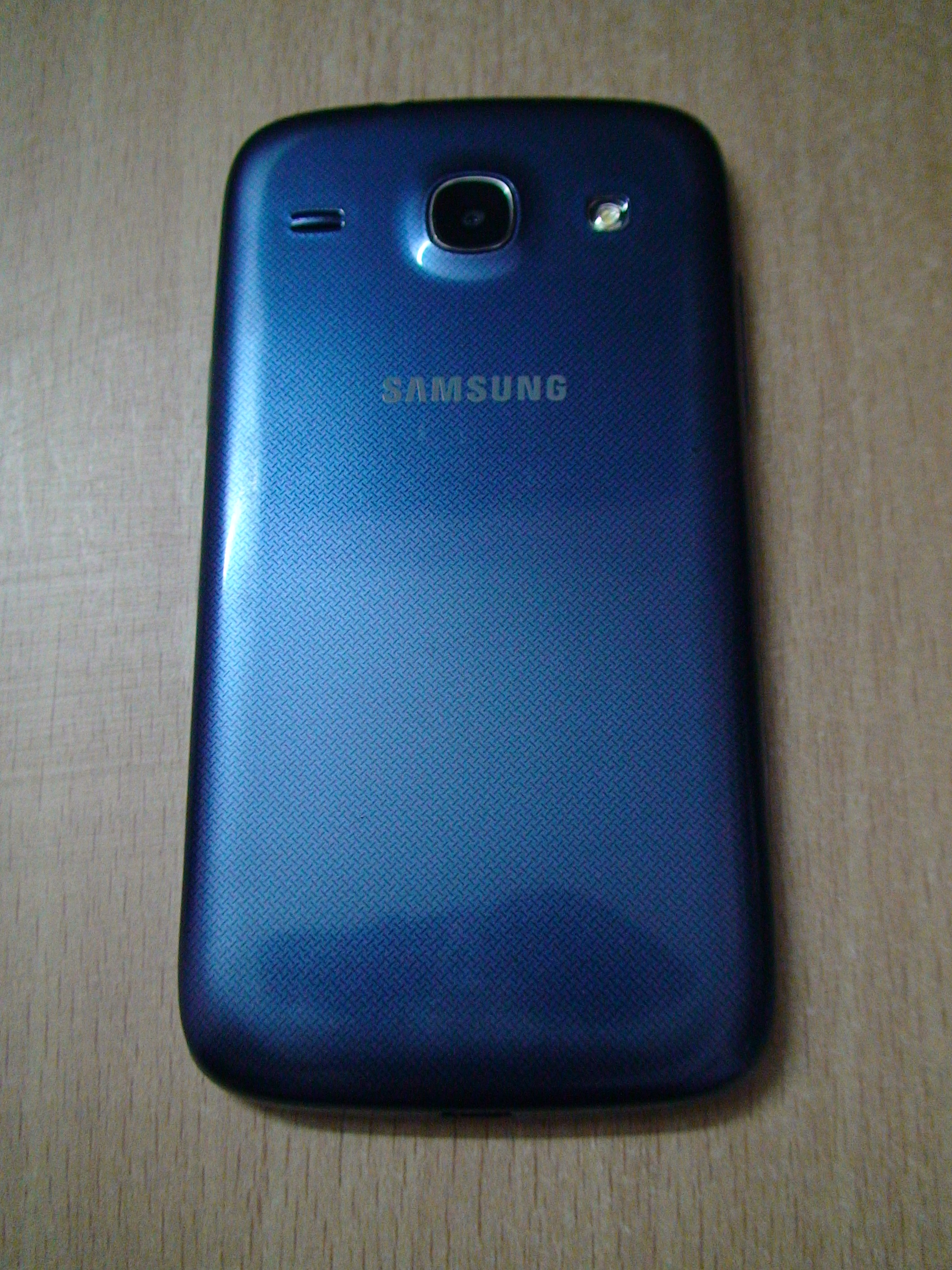
Mặt sau của Samsung Galaxy Core.

Thiết bị có thông số kỹ thuật tương tự Samsung Galaxy S II, và một máy ảnh tương tự như Samsung Galaxy Ace và thiết kế giống Samsung Galaxy S III. Điện thoại có S Voice, một tính năng trên thiết bị cao cấp Samsung Galaxy S4. Điểm đặc biệt của thiết bị là có khả năng sử dụng hai SIM cùng lúc – một tính năng Samsung đã công bố.

## Biến thể

### Galaxy Core Plus (SM-G350)
Phiên bản của Samsung Galaxy Core chỉ có sẵn ở một số quốc gia châu Âu. Nó có mã tương tự như Galaxy Trend 3, Galaxy Star 2 Plus hoặc Galaxy Star Advance (SM-G350L, G350M và G350E).

### Trung Quốc

#### Galaxy Trend 3 (SM-G3502)
Phiên bản hai SIM cho Trung Quốc, nhưng không có flash.

#### Galaxy Core 4G (SM-G3518)
Bản TD-LTE của China Mobile.

#### Galaxy Style (GT-I8268)
Bản một SIM của China Mobile.